# 淚流不止的放學後
「淚流不止的放學後」（涙が止まらない放課後）是日本的女子偶像組合「早安少女組。」的第24张单曲，於2004年11月3日由zetima发售。

## 概要
- 紺野朝美首次擔任隊形中心位置和主音，與她一同站在前排的有石川梨華、藤本美貴和道重沙由美。
- 此單曲有2個版本，分別是「初回生産限定盤」和「CD ONLY」。
- 在11月15日於公信榜单曲週排行榜取得第4位。
- 在第55回NHK紅白歌合戰與W以組曲形式演出，曲目為只要有愛 IT'S ALL RIGHT - 淚流不止的放學後 - 機器人之吻。
- 製作人淳君評論稱該曲是「完全是按照紺野會唱的歌來想定而創作出來的」。

## 收錄内容

### CD
1. 淚流不止的放學後
（作詞・作曲：淳君　編曲：鈴木俊介）
2. 睡過頭了。即使我有個約會...（寝坊です。デートなのに...）
（作詞・作曲：淳君　編曲：AKIRA）
3. 淚流不止的放學後（Instrumental）